# Oliver Wynne-Griffith

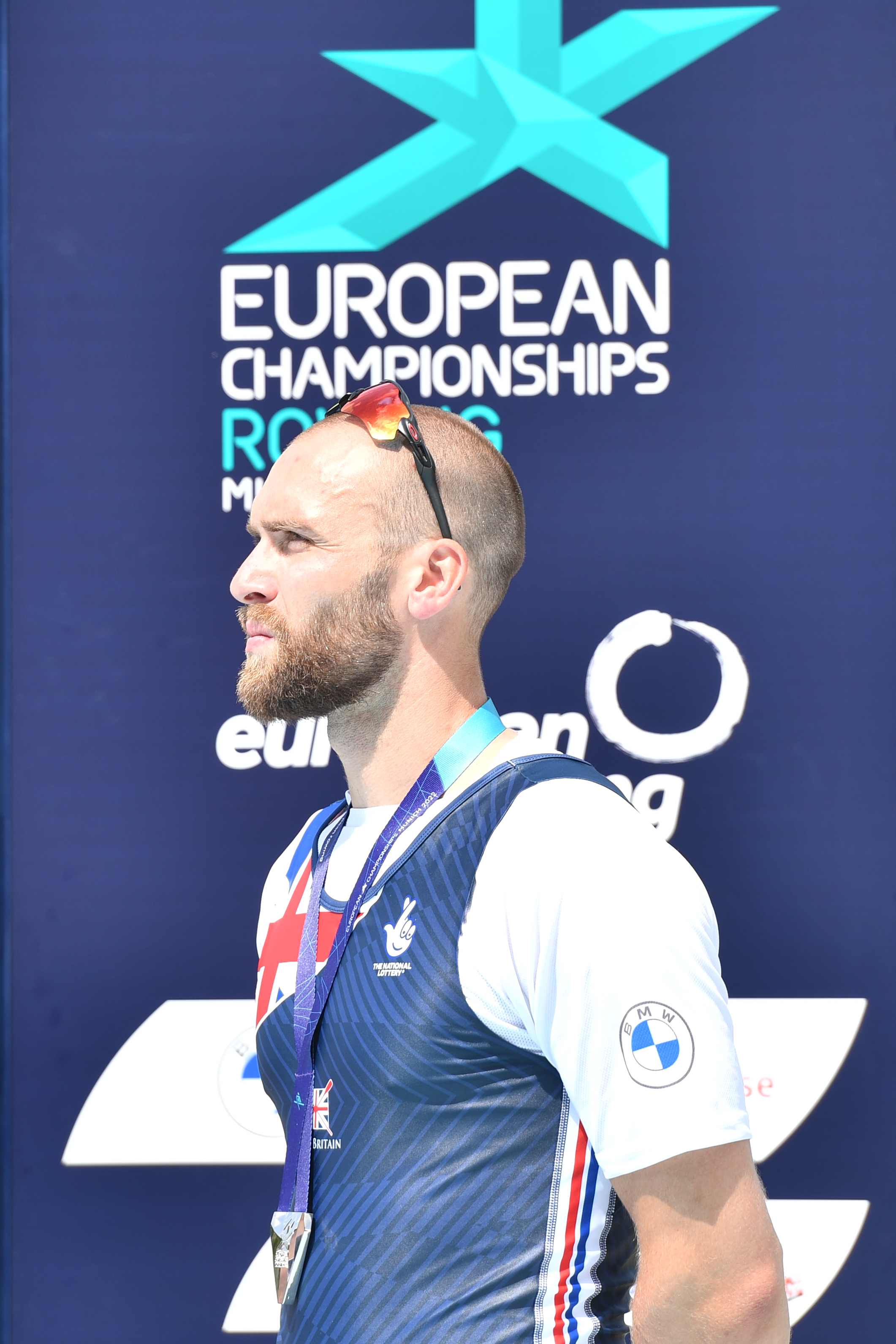
Oliver Wynne-Griffith, 2022 in München

Oliver Wynne-Griffith (* 29. Mai 1994 in Guildford) ist ein britischer Ruderer. Bei Olympischen Spielen gewann er 2021 Bronze und 2024 Silber.

## Karriere
Wynne-Griffith begann 2007 am Radley College mit dem Rudersport. Bei den Junioren-Weltmeisterschaften 2012 war er mit dem Achter Dritter. 2014 erreichte er mit dem Achter den sechsten Platz bei den U23-Weltmeisterschaften, 2016 gewann er mit dem Achter die Silbermedaille bei den U23-Weltmeisterschaften in Rotterdam. 2017 fuhr er als Ersatzmann mit zu den Weltmeisterschaften nach Sarasota; dort kam er im Halbfinale als Ersatzmann für William Satch im Vierer ohne Steuermann zum Einsatz, im Finale gewann der Vierer mit William Satch Bronze. 2018 wechselte Wynne-Griffith in den Achter, er belegte den fünften Platz bei den Europameisterschaften in Glasgow. Die Weltmeisterschaften 2018 in Plowdiw fanden nur anderthalb Monate nach den Europameisterschaften statt. Der britische Achter mit James Rudkin, Alan Sinclair, Tom Ransley, Thomas George, Mohamed Sbihi, Oliver Wynne-Griffith, Matthew Tarrant, William Satch und Steuermann Henry Fieldman belegte den dritten Platz hinter dem Deutschland-Achter und den Australiern. 2019 bei den Europameisterschaften in Luzern startete der britische Achter in der Besetzung Thomas Ford, James Rudkin, Thomas George, Mohamed Sbihi, Jacob Dawson, Oliver Wynne-Griffith, Matthew Tarrant, Josh Bugajski und Henry Fieldman. Die Briten gewannen die Silbermedaille hinter dem Deutschland-Achter und vor den Niederländern. Bei den Weltmeisterschaften siegten die Deutschen vor den Niederländern und den Briten. 2021 gewann der britische Achter bei den Europameisterschaften in Varese vor den Rumänen und den Niederländern. Bei den Olympischen Spielen in Tokio siegte der Achter aus Neuseeland vor dem Deutschland-Achter und den Briten.
2022 wechselten Thomas George und Oliver Wynne-Griffith in den Zweier ohne Steuermann. Die beiden Briten gewannen zwei Weltcupregatten und erruderten bei den Europameisterschaften in München die Silbermedaille hinter dem rumänischen Zweier und vor dem spanischen Zweier. Einen Monat später siegten die Rumänen bei den Weltmeisterschaften in Račice u Štětí vor den Spaniern und den beiden Briten. 2023 gewannen George und Wynne-Griffith sowohl bei den Europameisterschaften in Bled als auch bei den Weltmeisterschaften in Belgrad die Silbermedaille hinter den Schweizern Roman Röösli und Andrin Gulich. 2024 bei den Europameisterschaften in Szeged siegten George und Wynne-Griffith vor der Rumänen und den Schweizern. Drei Monate später bei den Olympischen Spielen in Paris erreichten diese Boote alle das Finale im Zweier ohne Steuermann. Im Finale lagen 500 Meter vor Schluss die Briten vor den Rumänen und den Schweizern, Vierte waren die kroatischen Brüder Martin und Valent Sinković, die als einzige ungeschlagen ins Finale eingezogen waren. Die beiden Kroaten zogen auf den letzten 500 Metern an allen anderen Booten vorbei und siegten vor Briten, Schweizern und Rumänen.